# Martin Novák
Martin Novák (* 5. Oktober 1992) ist ein tschechischer Kugelstoßer, der gelegentlich auch im Diskuswurf antritt.

## Sportliche Laufbahn
Erste internationale Erfahrungen sammelte Martin Novák im Jahr 2010, als er bei den Juniorenweltmeisterschaften in Moncton in der Qualifikation keinen gültigen Versuch zustande brachte. Im Jahr darauf belegte er bei den Junioreneuropameisterschaften in Tallinn mit dem 5-kg-Hammer mit einer Weite von 18,71 m den zehnten Platz und schied im Diskuswurf mit 51,66 m in der Qualifikation aus. 2013 erreichte er bei den U23-Europameisterschaften in Tampere mit einem Stoß auf 18,98 m den sechsten Rang.
2020 wurde Novák tschechischer Meister im Kugelstoßen.

## Persönliche Bestweiten
- Kugelstoßen: 19,70 m, 28. Juni 2015 in Pilsen
  - Kugelstoßen (Halle): 19,56 m, 18. Februar 2018 in Prag
- Diskuswurf: 56,37 m, 31. August 2013 in Ústí nad Orlicí